# Football Against Racism in Europe
Football Against Racism in Europe (укр. «Футбол проти расизму в Європі», FARE) — мережа, яка бореться проти расизму і ксенофобії в європейському футболі. Була заснована в лютому 1999 року у Відні, Австрія. Мережа отримала підтримку з боку UEFA, FIFA і Європейській комісії.

## FARE в Україні
У жовтні 2013 року харківський «Металіст» підтримав акцію FARE. У жовтні 2019 року акцію FARE підтримав одеський «Чорноморець».